# BMW Open 2015
BMW Open 2015 — тенісний турнір, що проходив на ґрунтових кортах у місті Мюнхен, Німеччина з 27 квітня. Належав до категорії ATP World Tour 250.

## Фінальна частина

### Одиночний розряд
Енді Маррей —  Філіпп Кольшрайбер 7–6(7–4), 5–7, 7–6(7–4)

### Парний розряд
Александер Пея /  Бруно Соарес —  Александр Зверєв /  Міша Зверєв 4–6, 6–1, [10–5]